# Alright, Still
| Recensione | Giudizio |
| ---------- | -------- |
| PopMatters |          |

Alright, Still è l'album d'esordio della cantante Lily Allen, pubblicato nel 2006. Il titolo dell'album è tratto dallo slang sottoculturale degli ambienti londinesi ed è contenuto in un brano del lavoro, Knock 'Em Out. Tutte le tracce dell'album erano già state pubblicate in precedenza sulla pagina MySpace dell'artista. Alla fine dell'anno risultò essere il 27º album più venduto dell'anno nel Regno Unito, con oltre 523.000 copie. Ha venduto in tutto 950.000 copie in Regno Unito, di cui 64.000 nella prima settimana. L'album ha venduto in tutto 2.860.220 copie.

## Antefatti
Il manager della Allen la presentò al duo Future Cut nel 2004. Lavorarono in un piccolo studio in un ufficio di Manchester.

Nel 2005 firmò un contratto con la Regal Records che le diede 25.000 sterline per produrre l'album; piuttosto poche, ma in quel momento la casa discografica era preoccupata per la realizzazione dei nuovi album dei Coldplay e dei Gorillaz.
La cantante creò un account su MySpace e iniziò a postare demo nel novembre 2005. I demo attrassero migliaia di ascoltatori, e 500 vinili in edizione limitati di uno dei demo, LDN, vennero venduti a 40 sterline.
Nel marzo 2006, l'Obsever Music Monthly pubblicò un articolo riguardo al successo della Allen attraverso MySpace; il successo delle canzoni convinse la Regal a lasciarle maggiore libertà creativa, e lei per finire in fretta l'album e non lasciarsi distrarre dalla pubblicità che nel frattempo si stava creando intorno a lei, andò negli Stati Uniti a lavorare con alcuni produttori come Mark Ronson (Littlest Things) e Greg Kurstin. Lì, completò la seconda metà dell'album in circa due settimane.
Il titolo dell'album è usato in un verso del brano Knock 'Em Out. La cantante prese in prestito questo modo di dire da un termine slang usato dal fratello e sui amici come sinonimo di "figo".

## Composizione
Nelle sue canzoni, Lily Allen mostra diverse personalità. In un'intervista ha dichiarato che aveva provato a "scrivere delle cose che accadono a persone provenienti da varie situazioni". I testi sono discorsivi, con uno humour nero.
In molte canzoni, una delle personalità della cantante critica chiunque intorno a lei. In Smile, Not Big e Shame for You insulta un ex fidanzato. In Knock 'Em Out, prende in giro dei molestatori in un bar, e rimprovera suo fratello Alfie nella canzone che porta il suo stesso nome.
Joe Strummer, un amico del padre Keith, le faceva ascoltare musica brasiliana e reggae e ska giamaicano quando era bambina, e la cantante ha in seguito dichiarato che "è sempre stata dentro musica molto black" come ska, reggae e hip hop. Dal momento che non sapeva rappare, scelse di utilizzare il reggae come punto di riferimento per Alright, Still. Infatti la musica dell'album contiene ska e reggae miscelati con melodie pop. Le canzoni sono anche influenzate da jazz e grime, e dalle tecniche delle cantanti americane Blossom Dearie e Ella Fitzgerald.

## Singoli estratti
- Il primo singolo estratto dall'album è Smile. Ha fatto il suo debutto alla posizione numero 13 nella classifica britannica, e la settimana successiva è salito al numero 1, dove è rimasto per due settimane consecutive, e ha avuto un buon successo in tutto il mondo.
- LDN è stato scelto come secondo singolo. Ha fatto il suo debutto alla posizione numero 27 nella classifica britannica, e la settimana successiva è salito al numero 6. Al di fuori del Regno Unito non ha avuto un grande successo commerciale.
- Littlest Things, il terzo singolo estratto dall'album, è entrato solo nella classifica britannica, dove ha raggiunto la posizione numero 21.
- Alfie e Shame for You sono stati messi in commercio come doppio lato A. Hanno raggiunto la posizione numero 15 in Regno Unito, e nel resto del mondo hanno avuto un successo discreto.

## Tracce
1. Smile – 3:17 (Lily Allen, Iyiola Babalola, Darren Lewis, Jackie Mittoo)
2. Knock 'Em Out – 2:53 (Lily Allen, Iyiola Babalola, Earl King, Darren Lewis)
3. LDN – 3:10 (Lily Allen, Iyiola Babalola, Darren Lewis, Tommy McCook)
4. Everything's Just Wonderful – 3:28 (Lily Allen, Greg Kurstin)
5. Not Big – 3:16 (Lily Allen, Greg Kurstin)
6. Friday Night – 3:06 (Lily Allen, Johnny Bull, Pablo Cook)
7. Shame for You – 4:06 (Lily Allen, Blair MacKichan)
8. Littlest Things – 3:02 (Lily Allen, Pierre Bachelet, Mark Ronson, Hervé Roy)
9. Take What You Take – 4:06 (Lily Allen, Iyiola Babalola, Darren Lewis)
10. Friend of Mine – 3:57 (Lily Allen, Iyiola Babalola, O'Kelly Isley, Ernest Isley, Rudolph Isley, Ronald Isley, Marvin Isley, Chris Jasper, Darren Lewis)
11. Alfie – 2:46 (Lily Allen, Greg Kurstin)

Edizione americana
1. Nan You're a Window Shopper – 2:58 (Lily Allen, Iyiola Babalola, Darren Lewis)
2. Smile (Mark Ronson Version Revisited) – 3:13 (Lily Allen, Iyiola Babalola, Darren Lewis, Jackie Mittoo)

Edizione americana di iTunes
1. Blank Expression – 2:30 (Jerry Dammers, The Specials)

Edizione francese
1. Mr. Blue Sky – 3:40 (Jeff Lynne)

Edizione giapponese
1. Cheryl Tweedy – 3:29 (Lily Allen, Karen Poole, Dom Carey)
2. Nan You're a Window Shopper – 2:58 (Lily Allen, Iyiola Babalola, Darren Lewis)

iTunes Store Deluxe Edition
1. Mr. Blue Sky – 3:40 (Jeff Lynne)
2. Cheryl Tweedy – 3:15 (Lily Allen, Karen Poole, Dom Carey)
3. Nan You're a window shopper – 2:58 (Lily Allen, Iyiola Babalola, Darren Lewis)
4. Blank Expression – 2:30 (Jerry Dammers, The Specials)
5. Absolutely Nothing – 4:02 (Lily Allen, Karen Poole)
6. U Killed It – 4:24 (Lily Allen, Greg Kurstin)
7. Everybody's Changing – 2:40 (Tim Rice-Oxley, Tom Chaplin, Richard Hughes)
8. Naïve – 3:46 (Paul Jarred, Hugh Harris, Luke Pritchard, Max Rafferty)
9. Smile (versione rivisitata di Mark Ronson) – 3:13 (Lily Allen, Iyiola Babalola, Darren Lewis, Jackie Mittoo, Clement Dodd)